# Swing 39
Pour les articles homonymes, voir Swing et 39.
Clip vidéo
[vidéo] « Django Reinhardt et Stéphane Grappelli - Swing 39 », sur YouTube
[vidéo] « Irène de Trébert - Je t’aime (Swing 39) », sur YouTube
Swing 39 est une composition de jazz français-swing-manouche, du duo Django Reinhardt et Stéphane Grappelli du Hot Club de France, enregistrée avec  les labels Swing et Brunswick Records en 1939,, un des titres emblématiques de leurs répertoires.

## Historique
Django Reinhardt (à la guitare) et Stéphane Grappelli (au violon) composent et enregistrent ce titre léger, rythmé et joyeux à Paris en 1939, avec leur Quintette du Hot Club de France, un des titres emblématiques de leur propre style virtuose de jazz français-swing-manouche qu'ils ont créé. Ce titre est inspiré entre autres de leur précédent titre Minor Swing de 1937 et de la période jazz français-zazou de la Seconde Guerre mondiale, alternative française de l'ère du jazz américaine mondiale de l'époque. Ils réenregistrent ce titre en de nombreuses variantes durant leurs carrières.  
Ce titre inspire à Django Reinhardt, entre autres, les variantes suivantes Nuages (1940), Swing 41 (1941), Swing 42 (1942) et Swing 48 (1948)... à titre de pied de nez à la gestapo allemande qui le recherche pendant l'occupation pour le faire déporter, et à qui il parvient à échapper tout en continuant de composer et de se produire avec un important succès populaire, en particulier sur Radio-Paris. 
Le parolier français Jacques Larue lui écrit des paroles joyeuses et un nouveau titre « Je t'aime » sur le thème d'une déclaration d'amour à la mode zazou d'alors, interprétée avec succès par Irène de Trébert en 1942, en pleine période sombre d'occupation de la Seconde Guerre mondiale « Je t’aime, le jour se lève et tout m’enchante. Je t’aime, dans les rideaux le soleil chante. Je t’aime, mon coeur est comme un beau dimanche, comme une valse entre les branches, sous le beau ciel de tes yeux bleus... ». 